# Атомный Иван
«Атомный Иван» — российский кинофильм режиссёра Василия Бархатова. Первый в истории художественный фильм, снятый на действующих АЭС (Калининской и Ленинградской) при поддержке госкорпорации «Росатом».
Мировая премьера состоялась 27 сентября 2011 года в Лондоне на симпозиуме Всемирной атомной ассоциации. В российский прокат фильм вышел 29 марта 2012 года.

## Сюжет
Авторами фильм позиционируется как новое прочтение темы взаимоотношений «физиков» и «лириков». В центре сюжета фильма — отношения молодых учёных-атомщиков Ивана и Татьяны на фоне событий, происходящих на атомной электростанции, где работают, и в Перми, где живут работники станции.

## В ролях
- Юлия Снигирь — Татьяна
- Григорий Добрыгин — Иван
- Денис Суханов — Аркадий
- Екатерина Васильева — бабушка Ивана
- Алексей Горбунов — отец Ивана
- Евгения Дмитриева — мать Ивана
- Марина Голуб — соседка

## Саундтрек
В фильме звучит песня группы 4POST «Атомный БАМ!»

## Отзывы
Из рецензии на фильм «Атомный Иван» в журнале «Сеанс»:
«Атомный Иван» — случай отчасти уникальный, поскольку являет собой редкий пример произведения равно не претендующего ни на строительство вселенной, подчиненной артистическому произволу, ни на лавры блокбастера. Его творцы не замахиваются на авторство, выступая скорее в качестве приглашённых звёзд. Не лезут из кожи вон, чтобы понравиться зрителю или угодить заказчику. Милое такое создание.